# Волиця (Єнджейовський повіт)
Волиця (пол. Wolica) — село в Польщі, у гміні Єнджеюв Єнджейовського повіту Свентокшиського воєводства.
Населення — 382 особи (2011).
У 1975-1998 роках село належало до Келецького воєводства.

## Демографія
Демографічна структура на день 31 березня 2011 року:
|          | Загалом | Допрацездатний вік | Працездатний вік | Постпрацездатний вік |
| -------- | ------- | ------------------ | ---------------- | -------------------- |
| Чоловіки | 191     | 42                 | 125              | 24                   |
| Жінки    | 191     | 37                 | 109              | 45                   |
| Разом    | 382     | 79                 | 234              | 69                   |